# Yazan Al-Naimat
Yazan Al-Naimat (en arabe : يزن النعيمات), né le 4 juin 1999 à Wadi Al-Seer, est un footballeur international jordanien. Il joue au poste d'attaquant avec le club d'Al-Arabi SC.

## Biographie

### En sélection
Avec les moins de 23 ans, il participe au championnat d'Asie des moins de 23 ans en janvier 2020. Lors de cette compétition organisée en Thaïlande, il joue quatre matchs. Il délivre une passe décisive contre la Corée du Nord en phase de poule, puis marque un but lors du quart de finale perdu contre la Corée du Sud.
Il joue son premier match international le 1er février 2021, lors d'une rencontre amicale remportée 2-0 contre le Tadjikistan. Le 30 mars 2021, il marque son premier but en sélection lors d'un match amical gagné 2-1 contre le Bahreïn.
En fin d'année 2021, il participe à la Coupe arabe de la FIFA organisé au Qatar. Lors de cette compétition, il joue trois matchs. Il se met en évidence en étant l'auteur d'un doublé en phase de poule contre la Palestine, puis un but lors du quart de finale perdu face à l'Égypte.